# 氫化鈧
氫化鈧是一種無機化合物，其化學式為ScH3。它可以由鈧與氫氣在高溫下反應而形成。精確的晶體結構還没有被確定。